# 口腔組織学
口腔組織学（こうくうそしきがく、Oral Histology）とは、基礎歯学の一分野の専門学問である。　

## 概要
歯牙硬組織や口腔粘膜など口腔領域における組織を研究する。近年では再生医療にも取り組んでいる。関連する分野としては、口腔解剖学や口腔病理学などである。研究に従事している者は、組織学を専攻する歯科医師の他に、生物学者、理学者など様々な分野の研究者が従事している。

## 関連学会
- 日本解剖学会／日本口腔内科学会
- 歯科基礎医学会
- 硬組織再生生物学会
- 日本口腔科学会
- 日本口腔組織培養学会

2008年6月現在、「口腔組織学会」は存在しない。